# Zouaves Paris
Zouaves Paris (ZVP) est un groupuscule néonazi violent, fondé en 2018 et actif à Paris jusqu'à sa dissolution par un décret en janvier 2022. Il est issu du Groupe union défense et du mouvement hooligan.

## Historique
Le Groupe union défense, dit GUD, fondé dans l'après Mai 68, se refonde en 2017 et devient le Bastion social. Principalement active à Lyon, la nouvelle organisation fédère six villes, excepté Paris. Toutefois, au sein de la capitale, le GUD s'était déjà divisé en plusieurs tendances et les militants restent attachés à son identité et son histoire. Les Zouaves Paris, à l'idéologie néonazie, naissent sur ces cendres,.
Le groupuscule, informel, est composé des éléments radicaux du GUD ainsi que d'identitaires et de royalistes de l'Action française. D'autres sont issus de la mouvance hooligan. Ils font leur première apparition publique en avril 2018. Au cours du mois suivant, ses membres revendiquent l'agression de supporteurs algériens lors de la Coupe du monde de football, des affrontements en amont du cortège des Gilets jaunes le 1er décembre 2018 aux Champs-Élysées, l'attaque du Nouveau Parti anticapitaliste le 26 janvier 2019 et un affrontement avec des militants antifascistes lors d'une marche identitaire le même mois. En octobre 2019, ils agressent physiquement Amalek, un rappeur d'extrême droite critique envers eux, puis le mois suivant, un étudiant de l'université Paris-Nanterre portant une veste aux couleurs du Maroc,, ainsi que des militants de gauche lors d'une manifestation de Génération identitaire. En janvier 2020, ils agressent un journaliste de la radio France Inter qui couvrait un défilé de La Manif pour tous contre l'ouverture de la procréation médicalement assistée aux lesbiennes.
À l'automne 2020, considéré par la justice comme le chef du groupuscule, Marc de Cacqueray-Valmenier, prend part à la guerre du Haut-Karabakh aux côtés des Arméniens contre les Azerbaïdjanais. En ce qui concerne le fait, le Bureau du Procureur général de la République d'Azerbaïdjan a déposé une plainte pénale en vertu des articles 100.2 (mener une guerre d'agression), 120.2.1 (homicide intentionnel par une organisation criminelle), 318.2 (franchissement illégal de la frontière d'État de la République d'Azerbaïdjan) et d'autres articles du Code pénal de la République d'Azerbaïdjan.
Le 5 janvier 2022, le groupuscule est dissous par décret,. La procédure de dissolution est motivée par la diffusion de textes racistes, l'implication dans de « nombreux et récurrents agissements violents » et l’utilisation de symboles de l’idéologie nazie.
Marc de Cacqueray-Valmenier est condamné le 21 janvier 2022 à un an de prison ferme pour l’attaque en 2020 d’un bar parisien emblématique de la mouvance antifasciste.
Après sa dissolution par décret, ZVP se reforme sous une nouvelle entité du GUD en 2022,.

## Organisation et idéologie
Les Zouaves Paris n'ont pas de hiérarchie claire. Marc de Cacqueray-Valmenier, dit « Marc Hassin », est considéré comme le meneur du groupuscule, présent sur plusieurs actions. Il est issu de la famille de Cacqueray qui appartient à la noblesse française subsistante et qui est originaire de la province de Normandie. Il est passé par l'Action française (royaliste) avant d'en être écarté, et se réclame du fascisme,. En 2019, France-Soir qualifie ZVP de national-révolutionnaire.
Les Zouaves s'affichent avec des symboles nazis (« Sieg Heil », croix gammée) comme fascistes (croix celtique).
Ils maintiennent des relations avec un groupe de hooligans du Stade de Reims, les « Mes Os ». Ils côtoient également des membres de Génération identitaire (organisation également dissoute), organisation issue du Bloc identitaire.
Contrairement à une grande partie de l'extrême droite française, Zouaves Paris perçoit l'Euromaïdan et le régiment Azov comme des sources d'inspiration plutôt que de se ranger du côté pro-russe.

## Actions notables

### ActeIIIdes Gilets jaunes
Les Zouaves Paris revendiquent deux actions violentes durant les manifestations hebdomadaires du mouvement des Gilets jaunes. Le 1er décembre 2018, lors de l'acte III du mouvement, particulièrement violent, les Zouaves participent à une action commune avec plusieurs membres du Bastion social sur les Champs-Élysées à proximité de l'Arc de Triomphe,. Les services de renseignement identifient un cortège de « 70 à 80 militants ultranationalistes », parmi lesquels entre 20 et 30 Zouaves, qui dressent des barricades, provoquent des échauffourées et attaquent un groupe de militants antifascistes.
En janvier 2019, six des « ultranationalistes » sont condamnés à des peines de prison avec sursis. Ils contestent les faits qui leur sont reprochés et leur appartenance à des groupuscules d'extrême droite. Parmi les Zouaves, Aloys Vojinovic est condamné à trois mois de prison ferme. Marc de Cacqueray nie être membre des Zouaves, mais reconnaît son appartenance au GUD. Son rôle central est cependant établi et il est condamné à six mois de prison avec sursis assortis de 105 heures de travail d'intérêt général,.

### Agression d'un cortège du NPA en 2019
Le 29 janvier 2019, les Zouaves attaquent un cortège du Nouveau Parti anticapitaliste, parti d'extrême gauche. Des manifestants affirment avoir été la cible de jets de pavés par une trentaine de Zouaves. Marc de Cacqueray est visible sur une photographie de l'évènement, lançant une barrière de chantier. Le NPA ne porte pas plainte. Lors de l'acte suivant, les Zouaves se battent à nouveau, cette fois contre des antifascistes, mais sont chassés du cortège,.

### Attaque du Saint-Sauveur en 2020
Au printemps 2020, les Zouaves Paris prennent pour cible le bar Le Saint-Sauveur dans le 20e arrondissement de Paris, haut lieu de l'antifascisme parisien. L'attaque a lieu le 4 juin 2020, le jour précédant l'anniversaire de la mort du militant antifasciste Clément Méric, tué par des skinheads d'extrême droite en 2013.
D'après des témoignages recueillis par Mediapart, une quinzaine d'hommes s'en prennent aux clients, renversent une partie de la terrasse, brisent des vitres puis prennent la fuite. Plusieurs vidéos consultées par le média d'investigation montrent une fuite désorganisée ; un Zouave est passé à tabac. Une employée du bar témoigne que « quand ils ont compris ce qu'il se passait, les jeunes de la Banane sont venus nous aider ». La revendication des Zouaves, sur l'application de messagerie Telegram, indique plutôt : « Violente charge des Zouaves armés de manches de pioches. Les antifas (une trentaine) refluent en désordre. […] Une quinzaine de rebeus de cité viennent alors prêter main-forte aux antifas en chargeant les fafs dans leur dos. Contre-charge des Zouaves, à moitié esquivée par les rebeus. Les Zouaves quittent le quartier avec l'arrivée de la police ».
Quatre jours après l'attaque, une vidéo de l'agression d'un homme vêtu d'un tee-shirt « Justice pour Adama » à la station de métro Franklin D. Roosevelt est diffusée sur Telegram.
Cinq membres des Zouaves Paris sont jugés en novembre 2021.

### Violences lors d'un meeting d'Éric Zemmour
Les Zouaves revendiquent l'agression, à coups de poing et de chaises, de militants de SOS Racisme lors du meeting du candidat d'extrême droite à l'élection présidentielle de 2022 Éric Zemmour le 5 décembre 2021 à Villepinte.
Identifié par plusieurs médias sur des images vidéo de l'agression, Marc de Cacqueray-Valménier est arrêté le 14 décembre 2021 par la Brigade de recherche et d’intervention de la Préfecture de police de Paris, puis placé en garde à vue pour violences volontaires aggravées.
Le 12 décembre, le ministre de l’Intérieur avait annoncé avoir engagé la procédure de dissolution des Zouaves Paris. Un deuxième membre des Zouaves est arrêté le 15 décembre, pour être également placé en garde à vue pour violences volontaires aggravées. Les deux hommes sont mis en examen pour violences volontaires le lendemain, et placés sous contrôle judiciaire.
Le 20 janvier 2022, Marc de Cacqueray-Valmenier est interpellé à Saint-Cloud pour avoir violé son contrôle judiciaire alors qu'il participait à une manifestation contre le passe vaccinal organisée par Les Patriotes. Son contrôle judiciaire est révoqué et il est incarcéré le jour même,. Il est remis en liberté le 22 mars 2022. Jugé en décembre 2024, il est condamné le mois suivant à 18 mois de prison (dont neuf avec sursis), sous bracelet électronique, tandis que le deuxième membre des Zouaves Paris, Gwendal P., est condamné à dix mois de prison avec sursis.

### Dissolution
Le groupuscule les Zouaves Paris est dissous lors du conseil des ministres du 5 janvier 2022. Le décret de dissolution de la même date est notamment motivé par le fait que le groupuscule est « à l’origine de nombreux et récurrents agissements violents », qu'il propage un discours « ouvertement raciste » et qu'il diffuse « régulièrement des images reprenant les symboles de l’idéologie nazie »,. Par ailleurs, le décret indique que les publications des Zouaves Paris soutiennent « le concept de supériorité des “Blancs” » et valorisent « les comportements violents à l’encontre des homosexuels et transsexuels ».